# Са Чженьбін
Са Чженьбін (спрощ.: 萨镇冰; кит. трад.: 薩鎮冰; піньїнь: Sà Zhènbīng; Вейд-Джайлз: Sah Chen-ping; 30 березня 1859, Фучжоу — 10 квітня 1952, Фучжоу) — видатний китайський адмірал пізньої династії Цін та ранньої Республіки. Він пережив 4 уряди (Цін, Бейян, націоналістичний, комуністичний) у Китаї, за яких призначався на різні керівні військово-морські та політичні пости.

## Біографія

### Початок кар'єри
Рід Са Чженьбіна походить від давньої монгольської знаті. Життя знаменитого адмірала завжди залишалося міцно пов'язаним з його малою батьківщиною: тут, у Фучжоу, він почав шлях моряка.
У ХІХ ст. місто Фучжоу стало одним із центрів створення сучасного парового флоту Китайської імперії. За участю французьких інженерів та морських офіцерів тут у 1860-х pоках були побудовані верф з цілою низкою майстерень та фабрика з виробництва металевих конструкцій. Для підготовки офіцерів створюваного флоту тут же, у Фучжоу, було засновано Мавейську військово-морську школу. Серед перших її учнів (другий випуск) був молодий Са Чженьбін.
У 1875 році після закінчення школи отримав призначення на новому паровому корветі Yang-wu, побудованому незадовго до цього на верфі у Фучжоу.
У 1877 році кілька найперспективніших випускників академії Фучжоу, включаючи Са Чженьбіна, були направлені на навчання до «володарки морів»  Великобританії. Крім курсу занять у знаменитому Королівському військово-морському коледжі в Грінвічі, молоді китайські офіцери проходили службу і на кораблях британського флоту. Са Чженьбін знайомився з найновішими досягненнями кораблебудування на HMS Monarch, першому британському мореплавному баштовому броненосці.

### Перша японо-китайська війна
Після роботи старшим помічником капітана в Наньянському флоті Са Чженьбін став наймолодшим капітаном на Бейянському флоті — головній військово-морській силі Імператорського уряду Китаю. У березні 1887 року Са Чженьбін отримав однотрубний навчальний крейсер Kangji. Під його керівництвом Kangji того ж року побував із візитом у Владивостоці.
У 1894 році вибухнула японо-китайська війна. З 30 січня до 12 лютого 1895 року Са Чженьбін брав участь у битві при Вейхайвеї.
На початку 1895 року Kangji разом із Бейянським флотом був блокований у Вейхайвеї. Його гармати демонтували для встановлення на берегові батареї, але поставити не встигли. Команда корабля взяла участь у обороні бази. 30 людей з екіпажу Kangji зміцнили гарнізон острова Жідао, однієї з ключових точок оборони, яка контролювала південний вхід до бухти. Тут з 1878 року було встановлено 2 210-мм гармати Круппа і шість гармат меншого калібру. Са Чженьбін став командиром гарнізону. 30 січня гармати Жідао зробили перші постріли по японцях. Острів тримався 10 днів і Са Чженьбін перейшов із підлеглими на острів Люгундао лише за наказом адмірала Дін Жучана. Са Чженьбін був поранений і в останні дні бойових дій не міг виконувати обов'язки командира корабля.
У той час японський адмірал Іто Сукеюкі, який очолював сили противника, звернувся до командувача флоту Бейян адмірала Діна Жучана із закликом здатися, пообіцявши йому політичний притулок у Японії. Адмірал Дін вважав за краще накласти на себе руки, застрелившись з пістолета в своєму кабінеті в штаб-квартирі на острові Люгонг. Його заступник командир броненосця Dingyuan Лю Бучань, після того, як наказав знищити свій корабель шляхом підриву, також наклав на себе руки, прийнявши отруту. Застрелився і командир броненосця Женьян Ян Юнлінь. Також наклав на себе руки військовий комендант Вейхайвея Дай Цзунцянь.
Командування китайськими військами перейшло до віце-адмірала шотландського походження Джона Мак-Люра, який завершив переговори про капітуляцію з адміралом Іто. Як єдиному капітанові, що залишився живим наприкінці битви, Са Чженьбіну було доручено офіційно здатися японському адміралу Іто.
Японці за розпорядженням адмірала Іто залишили китайцям навчальне судно Kangji. Навчальний корабель вивіз до Чіфу близько тисячі солдатів і моряків гарнізону, 12 іноземців, які служили у китайців, а також тіла адмірала Дін Жучана та інших китайських офіцерів, які закінчили життя самогубством, яким противник, шануючи їхню доблесть, віддав останні почесті. Командував кораблем Чен Бігуан (колишній командир крейсера Guangjia).
У 1896 році Са Чженьбін був призначений начальником берегової оборони гирла Усуна, який відкривав шлях річкою Янцзи.
У вересні 1896 року Китай зробив замовлення на два крейсери британському концерну Armstrong. Замовлення було покликано заповнити втрати флоту, які він зазнав у війні з Японією, що тільки що завершилася. Крейсера отримали назву HaiChi і HaiTien і були класичними «елсвікськими» бронепалубними крейсерами — швидкохідними, 4000-тонними, озброєними сучасною скорострільною артилерією. Командиром вступив у дію 1899г. HaiChi у травні 1900 року став Са Чженьбін. Причому йому довелося командувати крейсером у лихоліття Боксерського повстання. Командиром крейсера Са Чженьбін залишався до 1905 року.
Під час Російсько-японської війни командував загоном китайських кораблів у порту Чіфу, де 11 серпня було інтерновано російського міноносця «Рішучий», однак не перешкоджав його захопленню японцями. За це за наказом Юань Шикая він був покараний.

### Реформатор флоту
В 1905 році Са Чженьбін був призначений головнокомандувачем Бейянським, Наньянським і Гуандунським флотами (трьома з чотирьох флотів династії Цін), якому було доручено відновити Імператорський китайський флот після поразки під час Першої японо-китайської війни. Під його керівництвом загальна ефективність китайського військово-морського персоналу значно зросла і адмірал СаЧженьбін став саме тією людиною, якій нарешті вдалося об'єднати розрізнені провінційні флотилії в єдиний флот Китаю. Почалося активне відновлення флоту. Плани у Цинів були грандіозні з 1909 року. планувалися закупівлі кораблів усіх класів, аж до дредноутів. Планувалося створити 3 потужні флоти, укомплектувати їх великими кораблями (всього планувалося придбати не менше 11 кораблів типу дредноутів і лінійних крейсерів), проте не вийшло.
У жовтні 1909 року адмірал Са Чженьбін з метою вивчення тенденцій кораблебудування та розміщення замовлень для флоту Китаю відбув до Європи. Місія відвідала Велику Британію, Францію, Німеччину, Австро-Угорщину, Італію та Російську Імперію, ретельно оглядаючи нові верфі та кораблі.
Наступного року адмірал з тією ж метою відвідав США та Японію. Підсумком поїздки стало замовлення трьох навчальних крейсерів у Великій Британії та США, а також кількох есмінців у Німеччині, Австро-Угорщині та Італії.
Са Чженьбін був одним із авторів Військово-морських планів (програми) Китаю у 1909-1910 роках. Ця програма, яка мала бути складена організаційною комісією військово-морського флоту у складі: принца Цзайтао, адмірала Са Чженьбін, Теляна тощо. д., була прийнята королівським принцом. Планувалося, що морська програма Китаю виконуватиметься сім років поспіль, починаючи з 1910 року.
У 1-й рік:
1. Створення детальної оцінки поточного парку флотів провінцій Бейян, Наньян, Хебей, Мінь (Фуцзянь) та Гуандун.
2. Замовлення крейсерів 2-го, 3-го та 4-го класу, призначених для заміни кораблів ескадр провінцій Бейян та Наньян.
3. Розвиток військово-морських шкіл у Шефу, Нанкіні, Фучеу та Кантон. Поліпшення сухих доків у Вей-Хай-Веї, Каочангу та Вампу (у Кантоні).

У 2-й рік:
1. Будівництво нових крейсерів, авізо та міноносців.
2. Організація портів. Підвищення кваліфікації шкіл.
3. Складання бюджету за розділами та організація морського рекрутменту.

З 3-го до 7-го року:
1. Створення флоту з 8 лінкорів, 20 крейсерів, 10 різних кораблів та 3 флотилій міноносців.
2. Організація Військово-морського міністерства та морського навчання.

У 1911 році почалася Синьхайська революція і Китай був змушений відмовитися від замовлень, розміщених за кордоном за цією програмою.
Під час Учанського повстання 1911 року Са Чженьбіну було наказано вирушити в Ухань для придушення революціонерів. Усвідомивши революційні нахили своїх матросів на флотилії канонерок, яку очолював Са Чженьбін, він відмовилася стріляти по революційним військам на Янцзи. Сам Са Чженьбін 1 листопада залишив свою посаду поїхав до Шанхаю, а більшість матросів покинула кораблі. Так імператорський флот Китаю явочним порядком підтримав Сіньхайську революцію, а Са Чженьбін пізніше став помітною фігурою в республіканському ВМФ Китаю.

### Міністр
Незважаючи на відмову придушувати повстання в 1911 році, Са Чженьбін був призначений Юанем Шикаєм на посаду військово-морського міністра імператорського уряду в Пекіні.
Необхідність поповнення флоту новітніми кораблями було однією з багатьох проблем, що стояли перед молодою Китайською республікою на зорі її існування і військово-морський міністр адмірал Са Чженьбін мав їх вирішувати. Вже 1913 року було укладено контракти з німецькими і австро-угорськими верфями для будівництва кількох швидкохідних крейсерів і есмінців.
Після революції 1911-1912гг. Са Чженьбін двічі (з червня 1917 по липень 1917 і з грудня 1919 по травень 1921) займав посаду військово-морського міністра вже у складі уряду Китайської республіки.
З 14 травня 1920 по 9 серпня 1920 року адмірал Са Чженьбін був виконувачем обов'язків прем'єр-міністра Китайської Республіки. У 1920 році він також виконував обов'язки Губернатора провінції Фуцзянь. З 1922 по 1926 Са Чженьбін був Губернатором провінції Фуцзянь, де залишив про себе добру пам'ять.

### Останні дні
В 1926 році звільнений у відставку. На добровільних засадах займався проблемами біженців.
У 1933 році брав участь у створенні т.зв. національного уряду Фуцьзяні, де недовго був його головою, але потім пішов із політики.
У 1934/35 роках проживав у Фучжоу, займався написанням сімейної хроніки. В 1937 році на прохання уряду працював у В'єтнамі, де займався проблемами китайської діаспори. У 1938 році повернувся до Китаю, проживав у Сіані.
У 1940 році перебрався до Чунціна, який на той час був військовою столицею Гоміньданівського Китаю. Консультував військових з низки питань, наприклад, про встановлення мінних загороджень на підступах до міста на річці Янцзи.
У 1949 році повернувся в Фучжоу, незадовго до закінчення Громадянської війни в Китаї, Са Чженьбін відхилив пропозицію президента Китайської Республіки Чан Кайші евакуюватся на Тайвань, натомість він присягнув на вірність Комуністичній партії Китаю. Користувався повагою комуністичного керівництва, брав участь у роботі Народної політичної консультативної ради першого скликання, Військово-революційного комітету та Центральної ради у справах китайців, які проживають за кордоном; був членом народного уряду провінції Фуцзянь.

## Вплив на нащадків
Са Чженьбін був талановитим поетом, писав вірші у класичному стилі, видав низку збірок своїх віршів.

## Нагороди
- Орден Подвійного дракона
- Орден Дорогоцінного золотого зерна
- Орден Смугастого тигра 1-го класу 1-го  ступеня
- Орден Святого Михайла і Святого Георгія, лицар-командор (Британська імперія)

## В культурі
Са Чженьбін присутній у відеогрі World of Warships як особливий історичний командир.